# مسجد استاد و شاگرد
مسجد استاد شاگرد (سلیمانیه، علائیه) مربوط به دوره‌های چوپانی، صفوی و قاجار است و در تبریز، تقاطع خیابان‌های فردوسی و محققی (امین) واقع شده است. این اثر در تاریخ ۲۸ مرداد ۱۳۴۸ با شمارهٔ ثبت ۸۸۰ به عنوان یکی از آثار ملی ایران به ثبت رسیده است.

## پیشینه
بنای اولیهٔ مسجد استاد شاگرد به دورهٔ چوپانیان برمی‌گردد و این بنا تنها اثر به‌جای مانده از این دوره در تبریز است. مسجد استاد شاگرد در سال ۱۳۴۱ میلادی (۷۴۲ قمری) به دستور شیخ حسن چوپانی ساخته شد و به افتخار پادشاه‌خوانده‌اش –سلیمان از نوادگان چنگیزخان که از جانب شیخ حسن به مقام ایلخانی رسیده بود– مسجد سلیمانیه خوانده شد. از آنجا که عبدالله صیرفی به همراه شاگردش محمد بنددوز مسئول کتابت کتیبهٔ این مسجد بودند، بعدها مردم تبریز به دلیل عدم علاقه به حکومت چوپانی، این مسجد را استاد و شاگرد خواندند.
مسجد استادشاگرد در محلهٔ میارمیار (مهادمهین) و مجاورت خیابان‌های فردوسی و امین در مرکز شهر تبریز قرار گرفته است. بنای اولیهٔ آن مربوط به دورهٔ چوپانیان است؛ ولی بر اثر زمین‌لرزه‌های مختلف، چندبار با خاک یکسان شده و کتیبهٔ منسوب به عبدالله صیرفی هم از بین رفته است. مسجد استادشاگرد در دورهٔ قاجار ۳ بار تعمیر اساسی شد؛ بار اول توسط عباس میرزا، بار دوم توسط میرزامحمد قراجه‌داغی آوانسری در سال ۱۲۹۵ قمری و بار سوم توسط محمدآقا اردبیلی در سال ۱۳۳۸ قمری و بنای فعلی، بیشتر مربوط به همین دوره است و شرح مرمت سال ۱۳۳۸ قمری روی سنگ مرمرین روی دیوار شمالی مسجد نصب شده است.
مسجد استادشاگرد به شکل مستطیل، به ابعاد ۲۰ در ۳۵ متر است و از دو بخش شبستان و فضای گنبددار تشکیل شده است. شرح بنای این مسجد در کتاب جامع‌التواریخ آمده است:
... امیر شیخ حسن در تبریز اقامت نمود و عمارت بس عالی از مسجد و مدرسه و خانقاه و غیر آن در میدان کهن تبریز بنیاد نهاد و به اندک زمانی برآورد و اکثرش به اتمام رسید؛ چنان‌که در تبریز از آن به تکلف‌تر عمارت نبود.

## نگارخانه

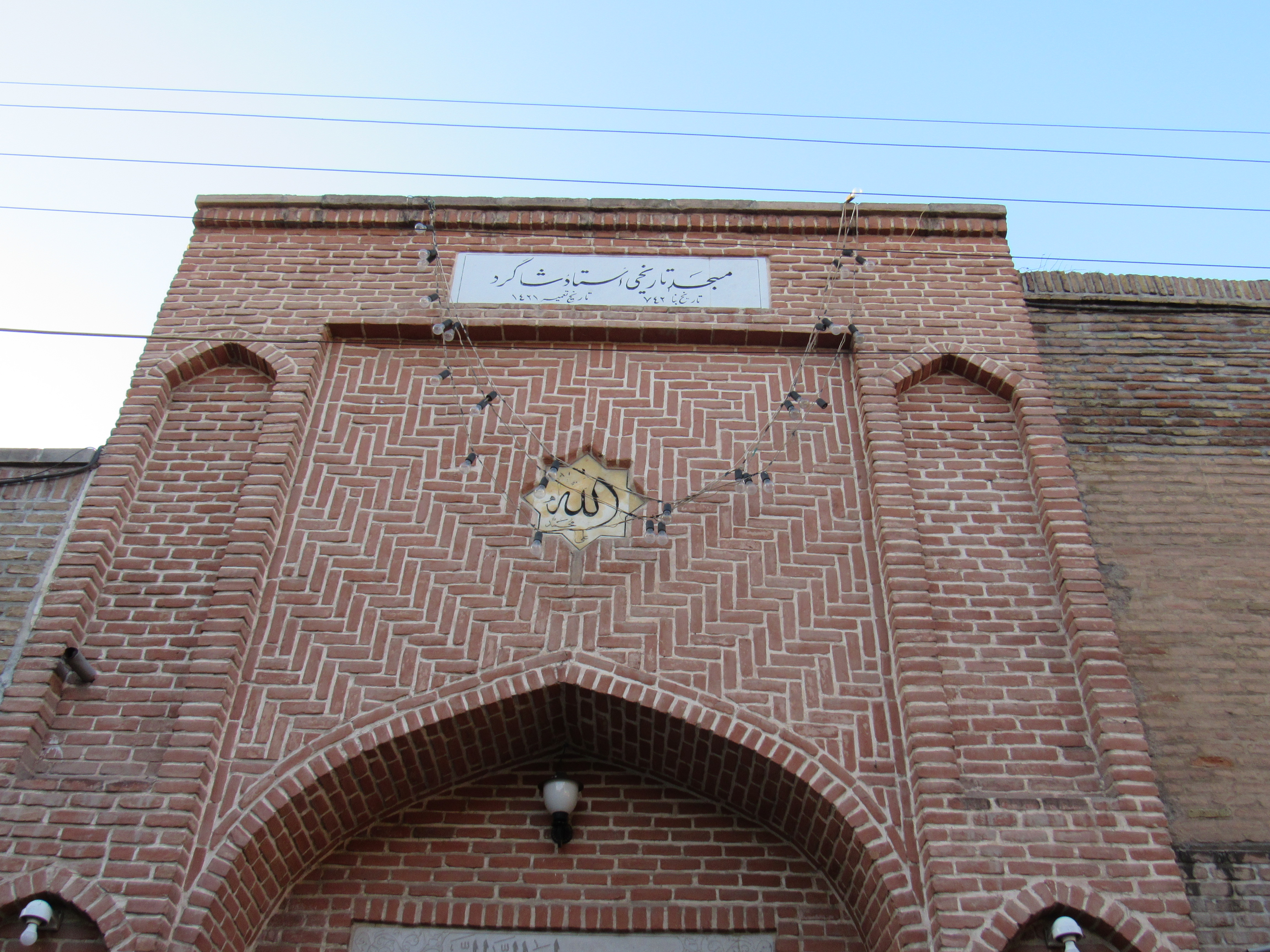
سردر مسجد استاد و شاگرد
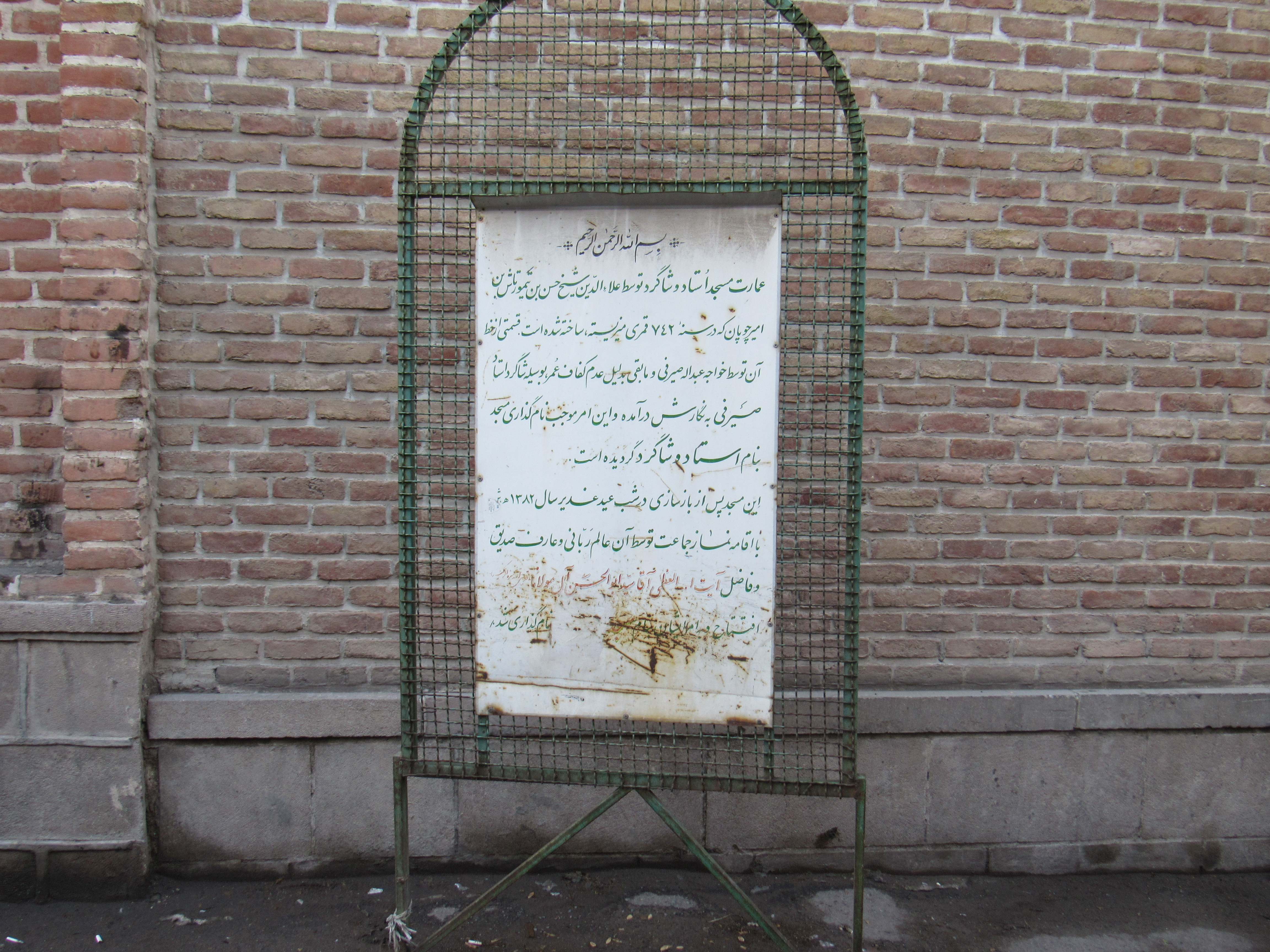
معرفی مسجد استاد و شاگرد